# Yasser Radwan
Yasser Radwan lub Radwan Yasser (ur. 22 kwietnia 1972) – były egipski piłkarz występujący na pozycji pomocnika.

## Kariera klubowa
Yasser Radwan jest wychowankiem klubu Baladeyet El Mahalla SC. W pierwszej drużynie grał tu przez cztery sezony. Następnie wyemigrował do Europy. Został piłkarzem grającej w Bundeslidze Hansy Rostock. W tym klubie przebywał przez sześć sezonów. W pierwszej lidze niemieckiej rozegrał w sumie 133 mecze i strzelił 5 bramek. W 2002 roku powrócił do kraju - podpisał kontrakt z Al-Ahly Kair. W 2005 roku wrócił do Baladeyet El Mahalla SC. W sezonie 2005/2006 grał w Ghazl El-Mehalla, a w sezonie 2006/2007 w Olympic Club Aleksandria, w którym zakończył karierę.

## Kariera reprezentacyjna
Radwan w reprezentacji Egiptu zadebiutował w 1995 roku. Ostatni mecz rozegrał w 2002 roku. Ma na swoim koncie 57 pojedynków międzynarodowych i 3 bramki. Był także powoływany między innymi na Puchar Konfederacji 1999 w Meksyku, a także Puchary Narodów Afryki: 1996 w Południowej Afryce, 1998 w Burkina Faso (triumf Egiptu), 2000 w Ghanie i Nigerii oraz 2002 w Mali.